# ميخائيل جيمس باباس
ميخائيل جيمس باباس هو منفذ ‏ وسياسي أمريكي، ولد في 29 ديسمبر 1960 في نيو برونزويك في الولايات المتحدة. نشط حزبياً في الحزب الجمهوري.

## مناصب
- في انتخابات مجلس النواب الأمريكي 1996 [الإنجليزية]‏، انتخب عضو مجلس النواب الأمريكي [الإنجليزية]‏ عن دائرة New Jersey's 12th congressional district [الإنجليزية]‏ وقد انضم خلال فترته النيابية [الإنجليزية]‏ (7 يناير 1997 – 3 يناير 1999) للكتلة البرلمانية الحزب الجمهوري.
- انتخب عمدة (1983 – 1984).
- انتخب عضو  [لغات أخرى]‏ (1982 – 1987).
- انتخب عضو  [لغات أخرى]‏.
- انتخب رئيس مجلس الإدارة.
- انتخب عضو مجلس النواب الأمريكي [الإنجليزية]‏.